# Galapagodinus franzi
Galapagodinus franzi är en spindeldjursart som beskrevs av Beier 1978. Galapagodinus franzi ingår i släktet Galapagodinus och familjen Garypinidae. Inga underarter finns listade i Catalogue of Life.